# Saint-Sulpice-de-Favières
Saint-Sulpice-de-Favières ist eine französische Gemeinde mit 271 Einwohnern (Stand: 1. Januar 2022) im Département Essonne in der Region Île-de-France; sie gehört zum Arrondissement Étampes und zum Kanton Dourdan. Die Einwohner heißen Saint-Sulpiciens.

## Geographie
Saint-Sulpice-de-Favières liegt etwa 30 Kilometer südsüdwestlich von Paris am Fluss Renarde. Umgeben wird Saint-Sulpice-de-Favières von den Nachbargemeinden Saint-Yon im Norden, Boissy-sous-Saint-Yon im Nordosten, Mauchamps im Osten, Étréchy im Südosten, Chauffour-lès-Étréchy im Süden, Souzy-la-Briche im Südwesten und SWsten sowie Breux-Jouy im Westen und Nordwesten.

## Bevölkerungsentwicklung
| Jahr                       | 1962 | 1968 | 1975 | 1982 | 1990 | 1999 | 2006 | 2012 | 2019 |
| Einwohner                  | 236  | 232  | 261  | 293  | 279  | 315  | 322  | 324  | 278  |
| Quellen: Cassini und INSEE |      |      |      |      |      |      |      |      |      |

## Sehenswürdigkeiten
- Kirche Saint-Sulpice, im Wesentlichen zwischen 1245 und 1315 als Ersatz für eine Kapelle von 1180 errichtet, seit 1840 Monument historique
- Altes Pfarrhaus aus dem 18. Jahrhundert, seit 1948 Monument historique
- Schloss Segrez aus dem 18. Jahrhundert, seit 2009 Monument historique
- Reste der Mauer

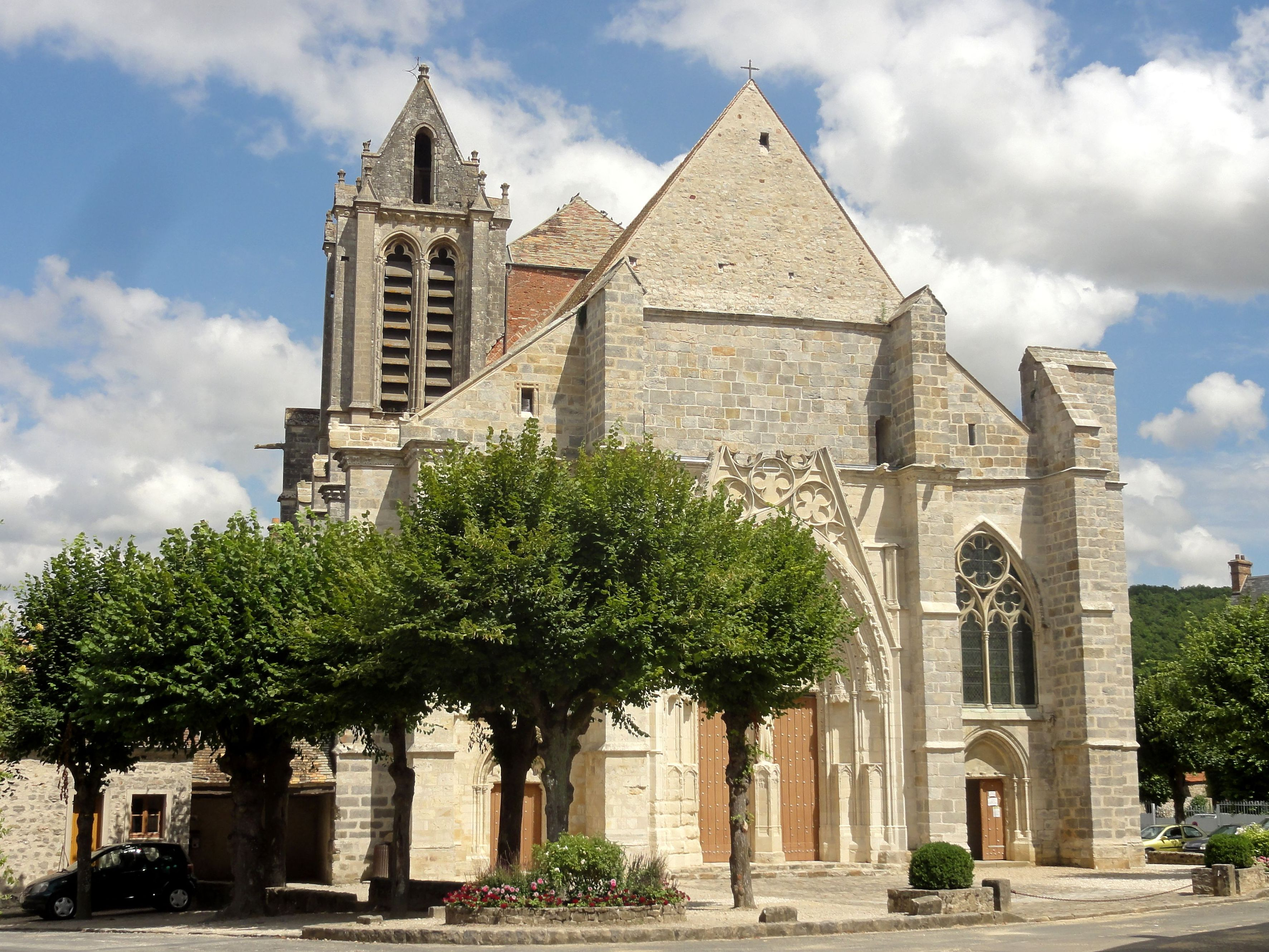
Kirche Saint-Sulpice
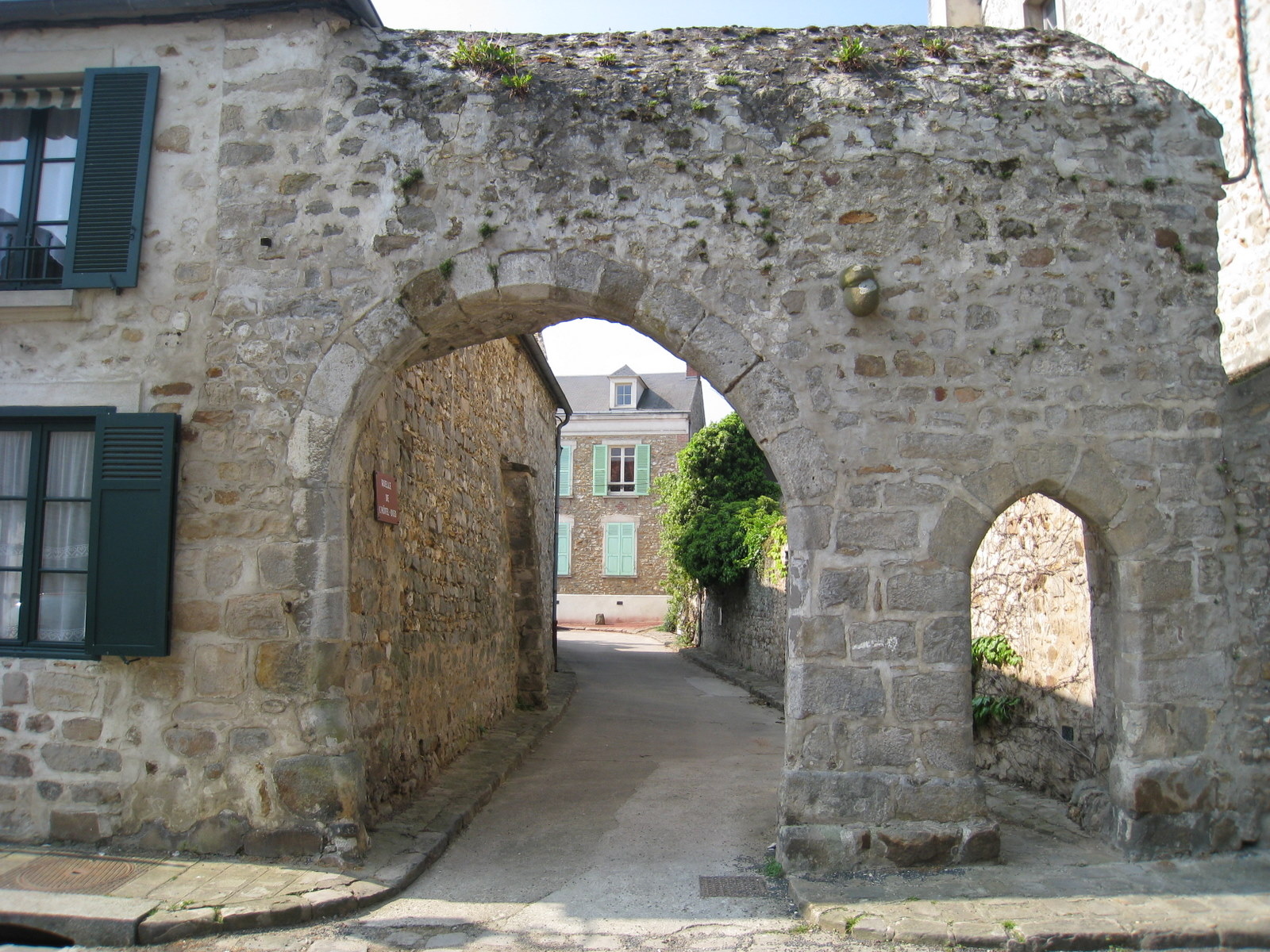
Reste der Mauer
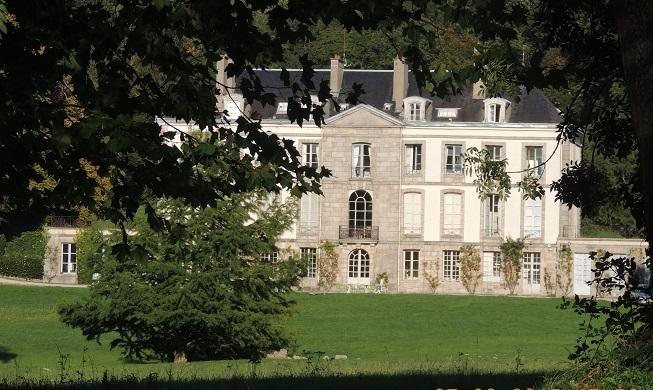
Schloss Segrez

## Persönlichkeiten
- René Louis d’Argenson (1694–1757), Politiker und Schriftsteller